# Katrinebergs folkhögskolas filial i Halmstad
Katrinebergs folkhögskolas filial i Halmstad är en av två filialer tillhörande Katrinebergs folkhögskola. Den andra filialen, Hallands konstskola, finns även i Halmstad. Huvudman är Region Halland. 
Filialen är belägen på Lilla Torg i Halmstads innerstad. Verksamheten bedrivs på tredje våningen i Gamla Telegrafen och lokalen rymmer 30–45 deltagare. På filialen kan man läsa allmän kurs.